# Idzubius
Idzubius is een geslacht van hooiwagens uit de familie Podoctidae.
De wetenschappelijke naam Idzubius is voor het eerst geldig gepubliceerd door Roewer in 1949. 

## Soorten
Idzubius is monotypisch en omvat slechts de volgende soort:
- Idzubius akiyamae